# André Azoulay
Pour les articles homonymes, voir Azoulay.
André Azoulay (en hébreu : אנדרה אזולאי), né le 17 avril 1941 à Mogador (aujourd'hui Essaouira au Maroc), est un journaliste, économiste et homme politique marocain. Il possède également la nationalité française.

## Biographie

### Origines et études
André Azoulay est le fils de Salomon Azoulay et de Lucie Wanono. Issu d’une famille juive marocaine chleuhe, il grandit dans un foyer marqué par des valeurs de respect mutuel et d’ouverture. Sa famille est profondément attachée à l’héritage séculaire des juifs marocains tout en étant intégrée à la culture marocaine dans son ensemble, ce qui contribue à forger son identité multiculturelle.
Son père, Salomon Azoulay, travaille au port d'Essaouira en tant que fonctionnaire des travaux publics avant d’être licencié par les autorités du Protectorat en raison de sa confession juive, les empêchant de continuer à occuper des postes dans la fonction publique. Par la suite, il se tourne vers le commerce pour subvenir aux besoins de sa famille.
Pendant son enfance, André Azoulay grandit dans la ville d'Essaouira, réputée pour sa diversité culturelle et religieuse. Il est imprégné par les traditions musicales et artistiques locales, notamment la musique gnawa, qui joue un rôle important dans le développement de sa sensibilité culturelle. Il est également témoin des mouvements populaires soutenant le retour du roi Mohammed V, des événements qui marquent profondément son parcours.
André Azoulay quitte le Maroc pour la France au début des années 1960 afin de poursuivre ses études supérieures. Il s'installe à Paris, où il étudie le journalisme, l'économie et les relations internationales. ll est diplômé du Centre de formation des journalistes (CFJ) en 1962,.
Il est depuis 1966 l'époux de la femme de lettres Katia Brami, avec qui il a trois filles, dont Sabrina, productrice, et Audrey, ministre française de la Culture en 2016-2017 et directrice générale de l'UNESCO depuis le 13 octobre 2017.

### Carrière

#### Conseiller royal
En 1991, il quitte la Banque de Paris et des Pays-Bas (devenue Paribas), dont il est vice-président exécutif, et devient conseiller des rois Hassan II puis Mohammed VI. Chargé de s'occuper de la libéralisation économique du Maroc, il forme le groupe de réflexion du G14.
Il est très proche des financiers Adil Douiri, Amyn Alami qui lancent la banque d'affaires CFG.
André Azoulay s'occupe par la suite d'améliorer la communication politique du Palais. Il est notamment derrière la phrase « roi des pauvres » reprise systématiquement dans les médias au début du règne de Mohammed VI.

### Un homme de réseaux
André Azoulay est un homme de réseaux, membre de nombreuses associations et fondations.
En 1974, il crée à Paris le groupe « Identité et Dialogue », une organisation d'intellectuels juifs appelant dès le début des années 1970 « à la création d'un État palestinien vivant en paix aux côtés d'Israël ».
Il préside l'Association Essaouira-Mogador et le Printemps musical des alizés.
Il est président élu de la Fondation euro-méditerranéenne Anna Lindh pour le dialogue entre les cultures, basée à Alexandrie (Égypte). Il est membre du comité des sages pour l’Alliance des civilisations à l'ONU, président délégué de la Fondation des trois cultures et des trois religions, basée à Séville (Espagne), et administrateur du Forum méditerranéen et du centre Shimon Peres pour la paix. Il est membre du Groupe de Haut Niveau des Nations unies pour l’Alliance des Civilisations et a été élu président de la Fondation Euro-méditerranéenne Anna Lindh le 5 mars 2008 et réélu le 22 octobre 2011.
La responsabilité des sociétés civiles et la centralité du dialogue des cultures dans la construction de l’Union pour la Méditerranée sont au cœur de son action tant à la Fondation Anna Lindh qu’à la Fondation des Trois cultures et des trois religions qui a son siège à Séville (Espagne) et dont il est le président exécutif depuis 2008. André Azoulay est également l’un des fondateurs du projet Aladin créé en 2009 et qui depuis Paris travaille à la restauration de la confiance entre le monde arabo-musulman et l’espace occidental.
Il est membre du conseil d’administration de l’université Al Akhawayn (Ifrane), de l’université Euro Méditerranéenne de (Fès), du Haut Conseil de l’Alliance israélite universelle (AIU) et du Comité d’orientation politique de l’Institut de prospective de monde méditerranéen (IPEMED). Il siège également aux conseils de Yala (Young Arab Leaders for Peace in the Middle East) et de l’Institut Pierre-Mendès-France. Il préside cette dernière association depuis 2015.
Le 4 avril 2013, la ville de Marseille, en tant que capitale européenne de la culture, a attribué sa médaille de la paix au président de la Fondation euro-méditerranéenne Anna Lindh pour le dialogue entre les cultures, André Azoulay, « ambassadeur du citoyen de la Méditerranée ».
En 2017, il reçoit le Pomegranate Lifetime Achievement Award de l'American Sephardi Federation à New York, lors d'une cérémonie où se produisent Enrico Macias et le baryton David Serero,.
Il préside la Fondation Mohammed VI pour la protection et la sauvegarde de l’arganier.

## Distinctions et prix
- Docteur honoris causa de l'université Ben Gourion du Néguev[2]
- Commandeur de l'ordre du Trône (Maroc)[2]
- Commandeur de la Légion d'honneur (France)[2]
- Le Prix du Leader séfarade mondialement reconnu (New York)
- Le Prix Pomegranate Award for Lifetime Achievement
- Le Prix du leadership méditerranéen 2016 (Washington)
- Le prix Nord-Sud 2014 du Conseil de l'Europe (Lisbonne)
- Le Prix Méditerranée de la Paix 2010 (Naples)
- Le Prix Saint-Augustin pour le Dialogue inter-religieux en Méditerranée (Milan)
- Membre de l'Académie du royaume du Maroc[14]
- Décoration du Président Israélien pour «sa contribution unique à l'Etat d'Israël», 2023[15].